# 希尔德加德·法尔克
希尔德加德·法尔克（德語：Hildegard Falck，1949年6月8日—），德国女子田径运动员。她曾代表西德参加1972年夏季奥林匹克运动会田径比赛，获得女子800米金牌和女子4×400米接力铜牌。